# Không quân Hoàng gia Úc
Lực lượng Không quân Hoàng gia Úc (Royal Australian Air Force - RAAF), được thành lập vào tháng 3 năm 1921, là chi nhánh tác chiến trên không của Lực lượng Phòng vệ Úc (ADF). Nó vận hành phần lớn các máy bay cánh cố định của ADF, mặc dù cả Quân đội Úc và Hải quân Hoàng gia Úc cũng vận hành máy bay với nhiều vai trò khác nhau. Nó trực tiếp tiếp nối truyền thống của Quân đoàn bay Úc(AFC), được thành lập vào ngày 22 tháng 10 năm 1912. RAAF cung cấp hỗ trợ trên nhiều hoạt động như chiếm ưu thế trên không, tấn công chính xác, tình báo, giám sát và trinh sát, cơ động trên không, giám sát không gian và hỗ trợ nhân đạo.
RAAF đã tham gia vào nhiều cuộc xung đột lớn của thế kỷ 20. Trong những năm đầu của Chiến tranh Thế giới thứ hai, một số phi đội máy bay ném bom, máy bay chiến đấu, trinh sát và các phi đội khác của RAAF đã phục vụ tại Anh, và cùng Lực lượng không quân sa mạc ở Bắc Phi và Địa Trung Hải. Từ năm 1942, nhiều đơn vị RAAF đã được thành lập tại Úc và tham chiến ở Khu vực Tây Nam Thái Bình Dương. Hàng nghìn người Úc cũng phục vụ trong các lực lượng không quân Khối thịnh vượng chung khác ở châu Âu, kể cả trong cuộc tấn công bằng máy bay ném bom chống lại Đức. Vào thời điểm chiến tranh kết thúc, có tổng cộng 216.900 nam giới và phụ nữ phục vụ trong RAAF, trong đó 10.562 người đã thiệt mạng khi chiến đấu.
Sau đó, RAAF đã phục vụ trong Không vận Berlin, Chiến tranh Triều Tiên, Khẩn cấp Malayan, Đối đầu Indonesia-Malaysia và Chiến tranh Việt Nam. Gần đây hơn, RAAF đã tham gia vào các hoạt động ở Hoạt động Astute|Đông Timor, Chiến tranh Iraq, Chiến tranh ở Afghanistan và Sự can thiệp do Mỹ dẫn đầu ở Iraq (2014 – nay)|can thiệp quân sự chống lại Nhà nước Hồi giáo Iraq và Levant (ISIL). Gần đây, Không quân Úc cũng hỗ trợ khắc phục thiên tai ở các quốc gia khác trên thế giới như Động đất và sóng thần Tōhoku 2011, hay cũng như hỗ trợ Liên Hợp Quốc tại các chiến dịch Gìn giữ Hòa bình của họ ở khắp nơi trên thế giới như vận chuyển quân đội và thiết bị quân sự các nước, trong đó có Việt Nam, đến châu Phi và các vùng cần hỗ trợ khác.
RAAF có 309 máy bay, trong đó có 140 máy bay chiến đấu các loại.